# Friedrich-Ebert-Stadion (Hildesheim)

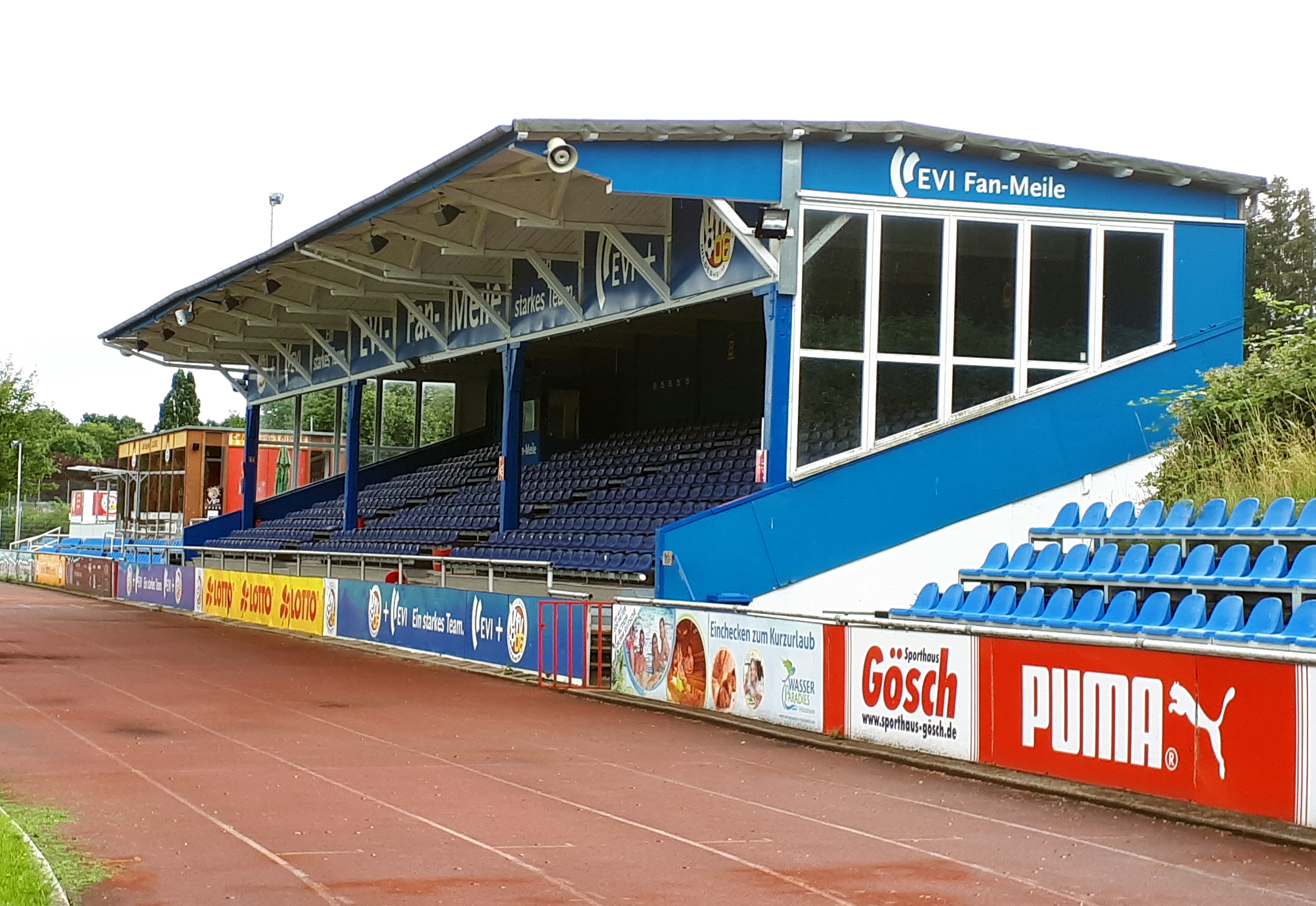
Tribüne im Friedrich-Ebert-Stadion Hildesheim

Das Friedrich-Ebert-Stadion, ehemals bekannt als Johanniswiese, ist ein Fußballstadion mit Leichtathletikanlage in der niedersächsischen Stadt Hildesheim. Der Fußballverein VfV 06 Hildesheim empfängt hier seine Gegner und die VfV-Leichtathleten haben hier ihre Trainings- und Wettkampfanlagen.

## Geschichte
Das Stadion liegt im Hildesheimer Stadtteil Neustadt neben der Johanniswiese und hat eine Kapazität von 6.000 Zuschauern. Auf der Haupttribüne gibt es 640 überdachte Sitzplätze. Neben dem Stadion befindet sich noch eine zweite Spielfläche.
Bereits im Jahre 1914 gab es in Hildesheim Pläne für ein Stadion, dessen Umsetzung vom ausbrechenden Ersten Weltkrieg verhindert wurde. Erst ab 1929 wurde mit dem Stadionbau begonnen. Federführend war der Arbeitersportverein Freie Sportliche Vereinigung Hildesheim, dessen Mitglieder mehr als 15.000 freiwillige Arbeitsstunden leisteten. Am 5. Oktober 1930 wurde das Stadion unter dem Namen Friedrich-Ebert-Platz von Fritz Wildung, dem Vorsitzenden der Zentralkommission für Sport und Körperpflege, eröffnet. Namensgeber war Friedrich Ebert, der erste deutsche Reichspräsident.
Nach der Machtergreifung der Nationalsozialisten wurden die Arbeitersportvereine aufgelöst. Von nun an wurde das Stadion vom bürgerlichen Verein Hildesheim 07 sowie von der Wehrmacht genutzt. Welchen Namen das Stadion im Dritten Reich trug, ist unbekannt. Nach dem Ende des Zweiten Weltkrieges erhielt das Stadion seinen heutigen Namen und wurde vom VfV Hildesheim genutzt. In den späten 1950er Jahren wurde das Stadion modernisiert und vergrößert. Ende der 1950er Jahre entstand, mit Hilfe des Zimmermeisters Borchardt, die überdachte Sitztribüne. Die höchste Zuschauerzahl wurde am 5. November 1961 registriert, als der VfV im Meisterschaftsspiel der damals erstklassigen Oberliga Nord den Hamburger SV vor 26.000 Zuschauern mit 3:0 schlug. In den 1970er Jahren wurde das Stadion modernisiert und die Laufbahn mit einer Tartanoberfläche versehen.
Von 1985 bis 1989 erfolgten in mehreren Jahresabschnitten die umfangreichsten Umbaumaßnahmen. Die in den 1950er Jahren ausgebauten Stehtribünen rutschen immer weiter ab und es drohte eine Sperrung des Stadions. Mit Hilfe von ABM-Kräften unterstützt von einigen Fachkräften erfolgte ein kompletter Neubau der Stehtribünen. Nach der Fertigstellung, am 31. Oktober 1989, hatte das VfV-Stadion eine Kapazität von 18.000 Zuschauern.
Zuletzt wurde das Stadion im Jahre 2015 modernisiert. Das Spielfeld erhielt eine Drainage und die Zuschauerränge neue Zäune. Außerdem wurde ein Spielertunnel eingerichtet.
Der ehemalige deutsche Nationalspieler Uwe Seeler bezeichnete das Friedrich-Ebert-Stadion als „ein hartes Pflaster für jeden Favoriten“, da er „dort keiner mehr ist“.